# 共和乡 (大化县)
共和乡，是中华人民共和国广西壮族自治区河池市大化瑶族自治县下辖的一个乡镇级行政单位。

## 行政区划
共和乡下辖以下地区：
共和村、古乔村、中良村、颁桃村、皂江村、碧草村、水力村、弄乐村、弄亮村和碧城村。